# Hermann Emil Fischer (Politiker)
Hermann Emil Fischer (* 26. Juli 1819 in Hamburg; † 20. Oktober 1907 ebenda) war ein Hamburger Advokat und Abgeordneter.

## Leben
Fischer wurde am 16. Oktober 1846 in Heidelberg promoviert und am 3. Mai 1847 in Hamburg als Advokat immatrikuliert. 1879 verzichtete er bei der Justizreorganisation auf den Übertritt in die Rechtsanwaltschaft.
Fischer war in die Hamburger Konstituante gewählt worden, lehnte dort aber die Leistung des von den Mitgliedern verlangten Eides ab und wurde daher aus der Konstituante entlassen.   
Von 1860 bis 1865 gehörte Fischer der Hamburgischen Bürgerschaft an.